# Камау (полуостров)
Камау или Ка Мау (на виетнамски: Bán Đảo Cà Mau) е полуостров в югоизточната част на полуостров Индокитай, разположен между Южнокитайско море на югоизток и Сиамския залив на запад, в западната част от делтата на река Меконг, територия на Виетнам. Условната граница на полуострова на север е от залива Ратжа на запад до устието на ръкава Басас (от делтата на Меконг) на изток. Ширината му е 140 km, дължината – 160 km. Полуостров Камау има форма на равнобедрен триъгълник с връх, обърнат на югозапад и завършващ с едноименния нос Камау. Почти цялата му територия е силно заблатена, като част от блатата са пресушени и върху тези участъци се отглеждат земеделски култури, главно ориз. Голяма част от бреговете му са заети от гъсти мангрови гори. Административно полуостровът попада в 4 провинции Камау, Шокчанг, Ратжа и Кантхо.